# Félix Bracquemond
Félix Bracquemond   (París, 22 de maig de 1833 - Sèvres, 27 d'octubre de 1914) fou un gravador, pintor i dissenyador francès.
Fou un pintor dotat, especialment de paisatges a l'estil impressionista, però en el que destacà fou en la faceta de gravador. Va contribuir a la fundació de la Société des Aquafortistes (1862), i tingué un paper important en la revifalla de l'aiguafort com a tècnica de creació més que no pas simplement imitativa. Excel·lí en els retrats i en escenes en què es representaven ocells.